# Harald Wilhelm Gelotte
Harald Wilhelm Gelotte, född 23 augusti 1892 i Skutskär, död 26 juni 1951 i Stockholm, var en svensk medaljkonstnär. 
Han var son till sågverksförmannen Vilhelm Gelotte och Kristina Vestlund och från 1924 gift med Anna Viktoria Bengtsson. Efter avslutad folkskola studerade Gelotte vid Högre konstindustriella skolan i Stockholm 1913-1917, samtidigt med studierna arbetade han som guldsmedslärling vid Guldsmeds aktiebolaget. Efter studierna arbetade han vid Metallfabriks AB Sporrong & Co livet ut, utan att han var formellt anställd. Hans huvudsakliga verksamhet vid Sporrongs var att som stålgravör utföra beställningar på knappar, sigill, märken och emblem för olika organisationer och myndigheter. Han hjälpte ofta konstnärerna med retuscharbeten när de kom med förlagor till medaljstamparna. Han brukade vanligtvis inte signera sina arbeten förutom en medalj över sin far 1944. Som illustratör illustrerade han G.H Åkerströms bok Från gamla, glada tider  1933.